# Bathyraja spinosissima
Bathyraja spinosissima es una especie de pez de la familia de los Rajidae en el orden de los Rajiformes.

## Morfología
Los machos pueden llegar a alcanzar los 150 cm de longitud total

## Reproducción
Es ovíparo y las hembras ponen huevos envueltos en una cápsula córnea.

## Hábitat
Es un pez marino y de aguas profundas que vive entre 800 y 2938 m de profundidad.

## Distribución geográfica
Se encuentra en el océano Pacífico suroriental: las islas Galápagos y el mar de Ojotsk.

## Observaciones
Es inofensivo para los humanos.